# SpX-DM1

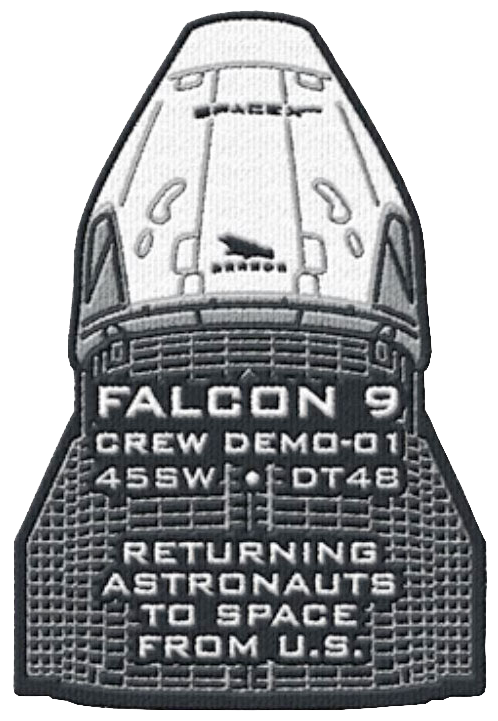
Missieinsigne van de USAF 45th Space Wing

SpX-DM1 oftewel SpaceX Demonstration Mission 1 en ook wel Crew Dragon Demo-1, was de eerste orbitale testvlucht van SpaceX, met een ruimtevaartuig van het type Dragon 2 (alias Crew Dragon). De lancering van de Crew Dragon met serienummer C204 was op 2 maart 2019 om 7:48 UTC en gebeurde met een Falcon 9 vanaf Lanceercomplex 39A van het Kennedy Space Center. Media gingen er in die tijd per abuis vanuit dat het serienummer van de Dragon C201 was. De vlucht, die zes dagen duurde, was onderdeel van NASA’s Commercial Crew Development-programma. Het was de eerste van twee testvluchten die SpaceX moest uitvoeren voordat het bedrijf missionaire Commercial Crew-vluchten mocht gaan uitvoeren. Op 8 maart 2019 rond 13:45 UTC eindigde de succesvolle testvlucht met een landing in de Atlantische Oceaan.
Aanvankelijk zou de missie langer duren, maar de Crew Dragon moest om het drukke schema van de ISS-bemanning niet te verstoren ruim voor de lancering van Sojoez MS-12 zijn teruggekeerd op aarde.

## Voorbereiding
Op 12 juli 2018 werd de Crew Dragon, na te zijn getest in een vacuümkamer en een akoestische kamer en op temperatuurbestendigheid, voor DM1 overgebracht naar Cape Canaveral. Falcon 9-booster B1051 die de Crew-Dragon zou lanceren zou aanvankelijk de eerste Falcon 9-Block 5 zijn die met het verbeterde ontwerp voor de COPV-heliumtanks zou vliegen. Doordat de vlucht als gevolg van vertragingen nu later gepland stond, hadden er inmiddels al enkele tweede trappen met de nieuwe COPV’s gevlogen.
Op 3 januari werd Falcon 9-raket B1051.1 samen met de daarop gemonteerde Crew Dragon op het lanceerplatform geplaatst, om alle aansluitingen te testen. Ook namen de astronauten die voor latere vluchten waren geselecteerd een kijkje in het kader van hun training.
Op 26 januari werd de statischestart-test uitgevoerd, waarbij de volledige aftelsequentie inclusief het starten van de motoren van de eerste trap werd uitgevoerd. De raket wordt dan niet losgelaten en na enkele seconden gaan de motoren weer uit. Opvallend was dat dit de eerste keer sinds de Amos 6-raketexplosie was dat SpaceX een statischestart-test uitvoerde waarbij de vracht op de Falcon 9 gemonteerd was.
Op 22 februari was NASA’s de flight readyness review voor DM1 en werden de Crew Dragon, de Falcon 9, de ondersteunende infrastructuur en het vluchtplan goedgekeurd. Ook werd de lanceerdatum op 2 maart vastgesteld.

## Lanceercampagne
Op 26 februari verliet landingsschip Of Course I Still Love You (OCISLY) de haven Port Canaveral om naar de landingslocatie voor de boostertrap te varen. Omdat het landingsschip kort daarvoor op 22 februari voor een andere landing was gebruikt, werd bij beide missies de extra krachtige duwboot Hollywood ingehuurd om het landingsschip sneller van en naar de landingsplaats te krijgen.
Op 28 februari gaf NASA definitief groen licht voor de lancering en werd de Falcon 9 met de Dragon 2 naar het lanceerplatform gereden en overeind gezet. Die dag werden ook persconferenties voor de pers en voor socialemedia-persoonlijkheden met affiniteit met ruimtevaart en een groot bereik gehouden.
De eerste poging tot lancering op 2 maart om 7:48 UTC was meteen succesvol en liep geheel volgens plan. De booster-trap landde zo’n 500 kilometer van het lanceerplatform op Of Course I Still Love You. Drie dagen na de lancering kwam OCISLY met de booster aan in SpaceX’ thuishaven Port Canaveral.

## Vlucht
De onbemande ruimtevlucht vloog in ongeveer 27 uur naar het ISS. 8:57 minuten na de lancering schakelde de tweede trap van de Falcon 9 zijn motor uit. Na 10:59 minuten ontkoppelde de Dragon van de tweede trap. Twaalf minuten na de lancering werd de neuskap van de Crew Dragon open geklapt. Dit was een belangrijke mijlpaal in de missie omdat dit nog niet eerder in de ruimte gedaan is. De Dragon 1 wierp zijn neuskap namelijk af. 
De eerste trap van de Falcon 9 landde niet, zoals bij de lancering van CRS-Dragons, terug op land, maar op het zelfsturende droneschip Of Course I Still Love You. Dit andere vluchtprofiel was nodig om het aantal G-krachten lager te houden.
Een dag na de lancering koppelde de Dragon zelfstandig aan International Docking Adapter 2 (IDA-2) van het ISS. De Crew Dragon was het eerste voertuig dat bij een IDA-poort aanmeerde. Deze IDA-poort zit op de plaats van de voormalige Spaceshuttle koppeling geplaatst. Voor de aankoppeling werd nog met succes getest of een noodstopsignaal werkte. Toen de Dragon voor de eerste maal binnen de veiligheidszone van 150 meter om het ISS was genaderd, stuurde de ISS-bemanning het signaal waarop de Dragon zich terug trok tot 180 meter. Na de aankoppeling werd het luik naar de Dragon geopend en ging de ISS bemanning met meetapparatuur en luchtmaskers naarbinnen om de luchtkwaliteit te meten. Al gauw bleek dit in orde en werd een korte toegangsceremonie gehouden waarna de Dragon zonder luchtmaskers werd bezocht. Vijf dagen later op 7 maart om 17:39 UTC werd het toegangsluik weer gesloten.
In de uren na de afkoppeling, die op 8 maart om 7:31 UTC plaatsvond, nam de Crew Dragon afstand van het ISS. Hierna wierp de Crew Dragon zijn achterbak af waarop de Draco-motoren gedurende vijftien minuten branden om de Dragon voldoende af te remmen om naar de Aarde terug te vallen. Nadat de motoren hun werk hadden gedaan werd de neuskap gesloten en was de Dragon gereed om terug te keren in de atmosfeer. Hierna is de Crew Dragon rond 13:45 UTC bij daglicht aan parachutes in de Atlantische Oceaan voor de kust van Cape Canaveral (Florida) geland. De door de terugkeerhitte bruingeblakerde capsule werd vervolgens door het bergingsschip GO Searcher geborgen. De berging duurde 67 minuten. Zeven minuten langer dan de door NASA gestelde maximale bergingstijd. De landingsplaats lag verder van de kust dan bij de bemande vluchten het geval zal zijn. Er hoefden immers geen ruimtevaarders binnen twee uur aan land te worden overgedragen, zoals bij bemande vluchten vereist is. Op 10 maart om 02:29 UTC voer GO Searcher Port Canaveral binnen. Tegen de verwachting van het publiek, dat op terugkomst van de Dragon af was gekomen, in draaide het schip direct het zwaarbeveiligde militaire Trident-basin in en legde het niet aan bij de kade waar SpaceX zijn Crew Dragon Processing Facillity heeft.

## Wetenswaardigheden
- De Crew Dragon C204 week op een aantal punten af van de latere bemande versies. 
  - C204 had nog geen volledig life support-systeem. Het was een verkleinde versie omdat er geen zuurstof werd verbruikt. Dit kleinere systeem werd gebruikt on data te verzamelen.
  - Er was geen bedieningspaneel met touchscreens omdat niemand van binnenuit de Dragon hoefde te bedienen.
  - Al voor de vlucht werd duidelijk dat de brandstofleidingen van Draco-stuurmotoren in uitzonderlijke omstandigheden kunnen bevriezen. Daarom moest DM1 een kort traject (27 uur) naar het ISS afleggen om bevriezing te voorkomen. Bij bemande Crew Dragons zullen de brandstofleidingen worden verwarmd.
- De geplande lanceerdatum is in de maanden voor de vlucht enkele malen verschoven van 7 januari 2019 naar 2 maart 2019.
- Na afloop van DM1 zou C204 worden klaargemaakt voor de in-flight abort test. Echter, tijdens een statische test van de ontsnappingsmotoren explodeerde de capsule. Dit kwam door een defect terugslagventiel tussen de heliumleiding en een van de oxidatortanks van het SuperDraco-systeem.[3]
- Aan boord was een testdummy die Ripley werd gedoopt (naar het filmpersonages Ellen Ripley). Ripley droeg een ruimtepak en was voorzien van allerlei sensors voor het uitvoeren van metingen waardoor men kon zien aan welke krachten er op astronauten worden blootgesteld tijdens de lancering en landing. De data” van Ripley werd pas na de vlucht uitgelezen.
- Aan boord was ook een pluche “knuffelAarde” die als “zero-G indicator” mee ging. Zodra de Dragon gewichtloos was zweefde deze door de capsule. Celestial Buddies, de makers van de knuffelAarde waren hiervan niet op de hoogte en waren binnen korte tijd uitverkocht.[4] Astronaut Anne McClain postte in de dagen dat de Dragon was aangekoppeld flink wat foto’s op Twitter waarbij “Little Earth” meedeed met de activiteiten van de ISS-bemanning. Na het sluiten van het luik naar de Dragon bleef Little Earth in het ruimtestation. Hij zou met vlucht DM2 terugkeren. Little Earth had intern bij SpaceX de naam Ziggy en wordt door de fabrikant Earth Buddy genoemd.
- DM1 was de eerste lancering die vanuit SpaceX’ nieuwe Launch Control Center in NASA’s voormalige (spaceshuttle) Firingroom 4 op het Kennedy Space Center werd gecoördineerd.
- DM1 is de eerste van drie onbemande testvluchten naar het ISS met een ruimteschip voor bemande ruimtevaart die in 2019 zouden plaatsvinden. Boe-OFT is een soortgelijke eerste testvlucht van de Boeing Starliner en Sojoez MS-14 is bedoeld om een nieuwe variant van de Sojoez-draagraket voor bemande vluchten te kwalificeren. Boe-OFT mislukte overigens.
- NASA en SpaceX wonnen gezamenlijk een Emmy Award in de categorie Outstanding Interactive Program voor de online uitzendingen rondom DM1.
- In Rusland werd tijdens de testvlucht nepnieuws verspreid over mankementen aan de Crew Dragon. De Russische bemanning van het ISS was opgedragen plaats te nemen in de Sojoez capsule tijdens de aankoppeling. Rusland verliest zijn lucratieve monopoliepositie wanneer de Commercial Crew-toestellen missionair worden.[5]
- De achterbak van de Crew Dragon, die voor de terugkeer werd afgekoppeld, zou pas twee jaar later, op 20 juli 2021, terugkeren in de atmosfeer.[6]